# Tempeh
Pour les articles homonymes, voir Tempe.
Le tempeh (aussi orthographié tempe ou tempé) est un produit alimentaire traditionnel à base de soja fermenté, originaire d'Indonésie. Une fermentation naturelle ou contrôlée est réalisée afin que les graines de soja soient liées entre elles par le ferment, sous forme de gâteau. Un champignon, Rhizopus oligosporus ou Rhizopus oryzae, est cultivé lors de la fermentation,
.

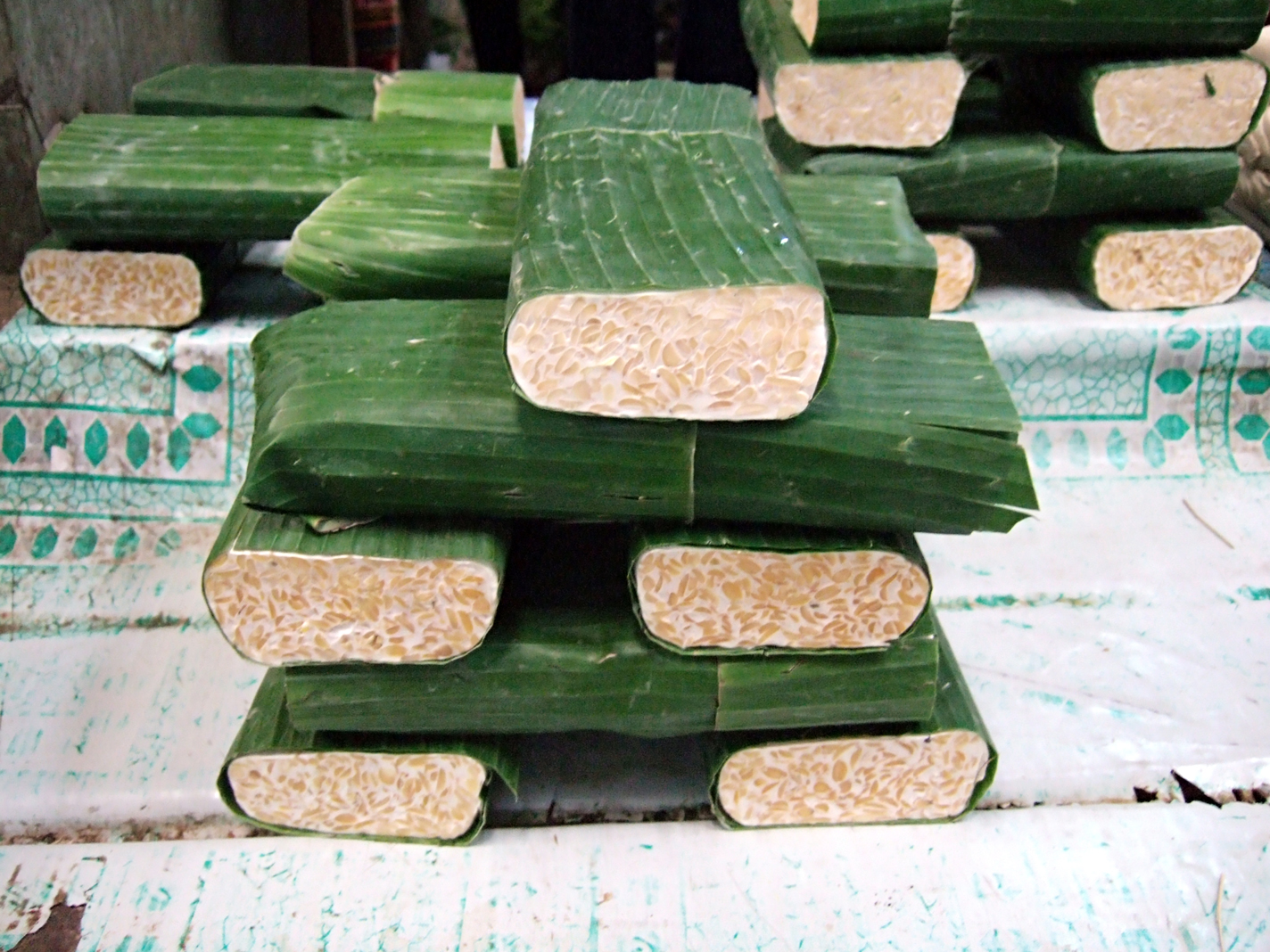
Tempeh frais sur un marché à Jakarta.

Cet aliment est particulièrement populaire sur l'île de Java, où il est consommé comme une source de base de protéines. Comme le tofu, le tempeh est fait à partir de soja, mais le second contient des graines entières et est un aliment fermenté.

## Histoire

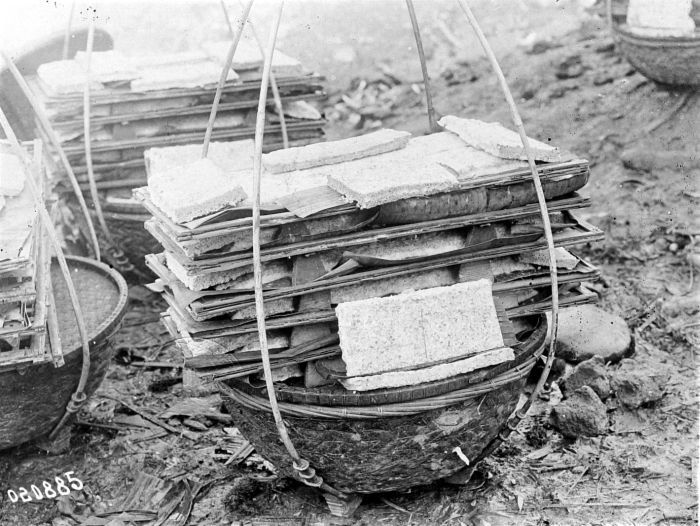
Tempeh vendu à Java au début du XXieme siècle

Le tempeh est originaire d'Indonésie, probablement du Java central ou oriental avec une découverte estimée entre plusieurs siècles à plusieurs millénaires avant nos jours.:145
L'invention du tempeh ne peut pas être séparée de l'origine du champignon, un composant essentiel de la fermentation. Ce champignon consiste en un mycélium qui pousse sur le bois de teck ou les feuilles d'hibiscus que les Javanais utilisent pour emballer les aliments.
Le premier type de soja utilisé pour faire du tempeh était le soja noir, une plante originaire d'Indonésie. Cela a changé avec l'importation de soja blanc et jaune et la montée de l'industrie du tofu sur l'île.

## Fabrication

### Classique
Le tempeh est fabriqué à partir de graines de soja (Glycine max). Les graines sont trempées pour les ramollir puis dépelliculées. Les graines sont ensuite cuites et écrasées puis ensemencées avec un champignon du groupe des zygomycètes, Rhizopus oligosporus (en) (Rhizopus microsporus var. oligosporus), un champignon filamenteux.
Les graines ensemencées sont étalées en fines couches et étalées pour la fermentation qui a lieu pendant 24 à 36h à une température de 30 °C. 
Le soja doit refroidir pour permettre la germination des spores et la croissance abondante du mycélium. Puis la température des grains augmente naturellement et la moisissure se développe rapidement pendant environ 4 heures. À mesure que la croissance des moisissures diminue, les graines de soja doivent être liées en une masse solide par le mycélium. Des filaments blancs se forment, (comme sur les fromages type brie) qui transforment la préparation en une sorte de gâteau compact.
Généralement, le tempeh est récolté après 48 heures de fermentation avec une couleur blanchâtre distinctive, une texture ferme et une saveur de noisette. Un temps de fermentation prolongé entraîne une augmentation du pH et un assombrissement indésirable de la couleur du tempeh.
Pendant le processus de fermentation, une durée optimale de fermentation, des niveaux de température, d'oxygène, d'humidité et de pH optimaux sont nécessaires pour favoriser la croissance de la moisissure Rhizopus, tout en décourageant la croissance de micro-organismes indésirables. Le pH doit être maintenu autour de 3-5 en ajoutant un acide faible tel que l'acide lactique ou l'acide acétique, favorisant ainsi la croissance des moisissures et limitant la croissance. de micro-organismes indésirables. L'oxygène est nécessaire pour la croissance de Rhizopus spp. mais doit être maintenu à de faibles concentrations pour empêcher la croissance de micro-organismes indésirables. Dans des conditions de température plus basse ou de ventilation plus élevée, des taches grises ou noires de spore peuvent se former à la surface. Cela n'est pas nocif et ne devrait pas affecter la saveur ou la qualité du tempeh.  Cette sporulation est normale sur les tempeh matures. Une légère odeur d'ammoniac peut également émaner du tempeh lorsqu'il fermente mais l'odeur ne doit pas être trop forte.

### Des graines différentes sont possibles
Bien que les graines de soja soient le plus utilisées, le tempeh peut également être produit à partir d'autres graines de légumineuses (haricots, lentilles...), ou à partir de céréales telles que le blé ou un mélange de graines de légumineuses et céréales.

### D'autres espèces de champignons possibles
Le tempeh fabriqué avec des méthodes d'inoculation traditionnelles est également susceptible d'inclure des moisissures d'autres espèces, notamment Rhizopus arrhizus et Rhizopus delemar, qui peuvent supplanter Rhizopus oligosporus et devenir dominantes. Cela abouti à un aspect laineux blanc et à un arôme différent et apprécié par rapport au tempeh fabriqué avec un inoculum commercial contenant uniquement du Rhizopus oligosporus. Célèbres, ces variantes de tempeh sont originaires de Malang et Purwokerto dans les années 1960, car Malang est situé sur un plateau frais, changeant les conditions de fermentation et donc l'espèce. La culture de Rhizopus arrhizus nécessite une température optimale plus basse, ce qui le rend plus dominant dans ces régions.
Le tempeh fabriqué avec Rhizopus oligosporus est moins compact et a une odeur plus alcoolisée que celui fabriqué avec les autres espèces. Cependant, la rapide diffusion des inoculum commerciaux de Rhizopus oligosporus ont uniformisé l'espèce utilisée à Java. Seulement quelques tempeh produits traditionnellement en dehors de Java contiennent toujours Rhizopus arrhizus et Rhizopus delemar.

## Qualité

### Qualité du tempeh produit
Le tempeh produit peut être divisé en 3 catégories suivant sa qualité : bien, non terminé et non comestible.
Le bon tempeh comprend des graines collées fermement en un ensemble compact, dense et uniforme avec du mycélium blanc présent partout, avec les graines à peine visibles. L'odeur du bon tempeh doit être plaisante, subtilement sucrée ou semblable à une odeur de champignons. Le tempeh doit être cohésif une fois levé, sans morcellement s'il est légèrement secoué.
Le tempeh non terminé a des graines collées entre elles mais pas bien attachées au mycélium, ce qu'il fait qu'il se morcèle facilement. Le tempeh non terminé doit être incubé plus longtemps, à moins qu'il n'ait déjà incubé 8h de plus que le temps recommandé, auquel cas il doit être éliminé.
Le tempeh non comestible contient des graines avec une odeur nauséabonde, semblable à une forte odeur d'ammoniac ou d'éthanol, indiquant le développement de bactéries indésirables à cause de l'excès d'humidité ou de chaleur.

### Qualités gustatives et nutritionnelles
Le tempeh a un goût qui évoque les arômes de champignon, de noix et de levure. Il est riche en protéines d'origine végétale, pauvre en lipides, comme l'indique le tableau ci-haut.

## Cuisiner le tempeh
Le tempeh est détaillé en tranches, souvent plongé dans de la saumure ou une sauce salée et généralement frit jusqu'à ce que sa surface devienne croustillante. Il peut également se préparer comme le tofu. Haché et rissolé, il est utilisé dans la composition de sauces (comme une sauce bolognaise végétarienne).
À Java, il est traditionnellement préparé en le coupant puis en le marinant avec un mélange d'ail, de coriandre, de curcuma, de sel et d'eau, puis il est frit et souvent servi avec du sambal.
Le tempeh peut être aussi cuit à la vapeur.

## Autres produits du soja
Bien qu'il soit parfois confondu avec le tofu, le tempeh en diffère par le fait que le tofu n'est pas fermenté mais simplement soumis à coagulation[réf. souhaitée]. Le miso et le nattō (Japon), de même que la sauce de soja et la sauce tamari, sont d'autres produits à base de soja fermenté qui intègrent d'autres ingrédients et des temps et des processus de fermentation différents.
L’okara, reste d'égouttage du tonyu, est parfois fermenté avec Rhizopus oligosporus pour produire une variété de tempeh nommé tempe gembus en Indonésie.
En Belgique, en France et au Canada, on peut trouver du tempeh dans certains magasins. On peut également en fabriquer en achetant des germes (par exemple sur le web).